# 矯正鞋
矯正鞋，量身訂做鞋之一，是一種專為特別需求的人所製做的個人化鞋。

## 矯正鞋需求的原因
因為足部非一般正常的形狀，導致無法在零售市場上找到適用的普通鞋(或稱大眾化鞋款)，及醫療上的需要，配合醫師的診斷進行復健恢復治療。
1. 先天病變：出生前，在母體內因種種不同的原因，導致出生後就已形成先天上的足殘或足病，如唐氏症等。
2. 疾病：後天因為疾病所帶來的足踝病變，如小兒麻痺、糖尿病等。
3. 意外：如車禍、職場或非職場的傷害，造成截肢或是部份截肢所帶來的足部問題。
4. 老化：由於人身老化，筋骨退化，造成足部的問題。
5. 不良穿著或習慣：喜歡長期穿著不合腳或不適合鞋，造成足部的人為變形、病變。

## 分類
矯正鞋可以分成幾類：
- 最簡單的是鞋墊，依目的分成各種不同型態，像扁平足用的腳弓墊，跟骨外翻的足跟墊等，大多是直接放在鞋子裡用，但通常效果比較差，最好確定適用再買，也有訂做的。鞋墊並非可以解決所有人的問題，鞋墊合腳，但與鞋子不合，不是放不進去，就是在鞋子內滑動，或者為了鞋墊找鞋子，都不是一個很好的選擇。
- 鞋型矯正鞋：有些廠商或醫院有在代理訂做，選購重點在於一定要找專業的工廠製做，精確的配合現在足態的需求而設計，加上專業醫師的輔導，慢慢調整，不是看看買買就可以解決問題。

- 然而訂製從使用者足部取模，在不正常的模型上微調，其效果有限，於材質與耐用性等，也不符其價值。

- 穿着时间视具体原因而定，从几个月到二三年都属于正常情况